# Yan Shan
Yan Shan (chiń. 燕山; pinyin Yān Shān) – góry we wschodnich Chinach, w prowincji Hebei i w północnym Pekinie. Rozciągają się równoleżnikowo od doliny rzeki Bai He na zachodzie do Shanhaiguanu na wschodzie, ograniczając od północy Nizinę Chińską. Wznoszą się średnio na wysokość 400–1000 m a ich najwyższym szczytem jest Wuling Shan, sięgający 2116 m n.p.m. Góry zbudowane są głównie z wapienia, granitu i bazaltu. Charakteryzują się występowaniem licznych przełęczy, m.in. Gubei Kou, Xifeng Kou i Leng Kou.